# Mittelkanal (Hamburg-Hammerbrook)
Der Mittelkanal ist ein Kanal in den Hamburger Stadtteilen Hammerbrook, Hamm und Borgfelde, der den Oberhafen mit den Nebengewässern der Bille verbindet. Nach dem Hamburgischen Wassergesetz ist er als Gewässer erster Ordnung klassifiziert.

## Geschichte

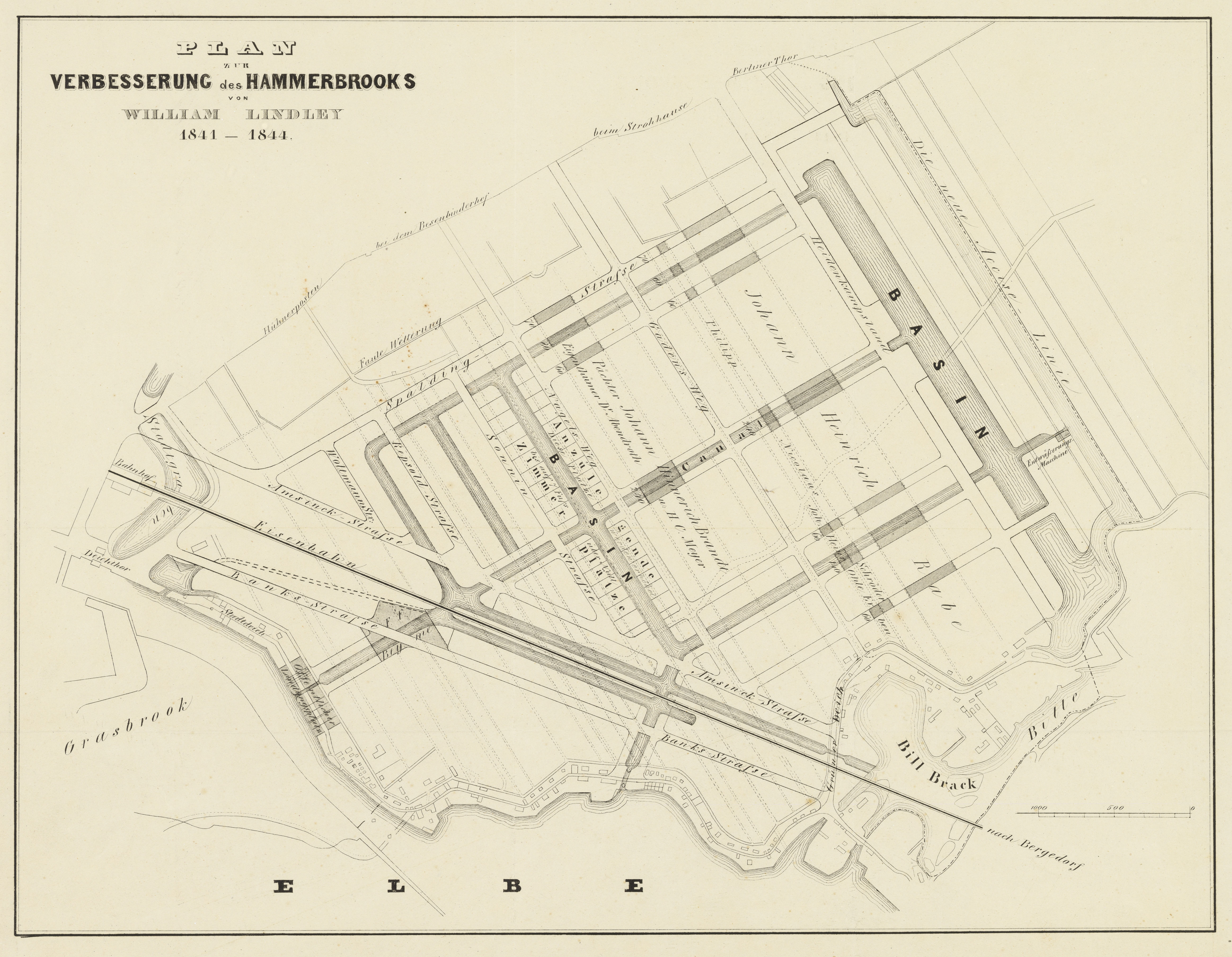
Plan Hammerbrooker Kanäle von William Lindley (1844)

Der Kanal wurde nach dem Hamburger Brand von 1842 nach Plänen von William Lindley errichtet und war Teil eines umfassenden Kanalprojektes Hammerbrooker Kanäle zur Erschließung des Hammerbrooks. Der Kanal erhielt seinen Namen, weil er sich ursprünglich in der Mitte zwischen Südkanal und dem ehemaligen Nordkanal befand.
Ursprünglich reichte er nur bis zum Hochwasserbassin, wurde aber nach 1880 zusammen mit dem Südkanal weiter nach Osten verlängert.
Die Passage über die „Schleusenkanal“ genannte Verlängerung des Mittelkanals zum Oberhafen und zur Elbe über die Hammerbrookschleuse ist wegen Bauarbeiten derzeit (2019) nicht möglich, es besteht allerdings ein Übergang über das Hochwasserbassin und über den Rückerskanal zur Bille und damit über die Tiefstackschleuse oder die Brandshofer Schleuse zur Elbe.

## Fotogalerie

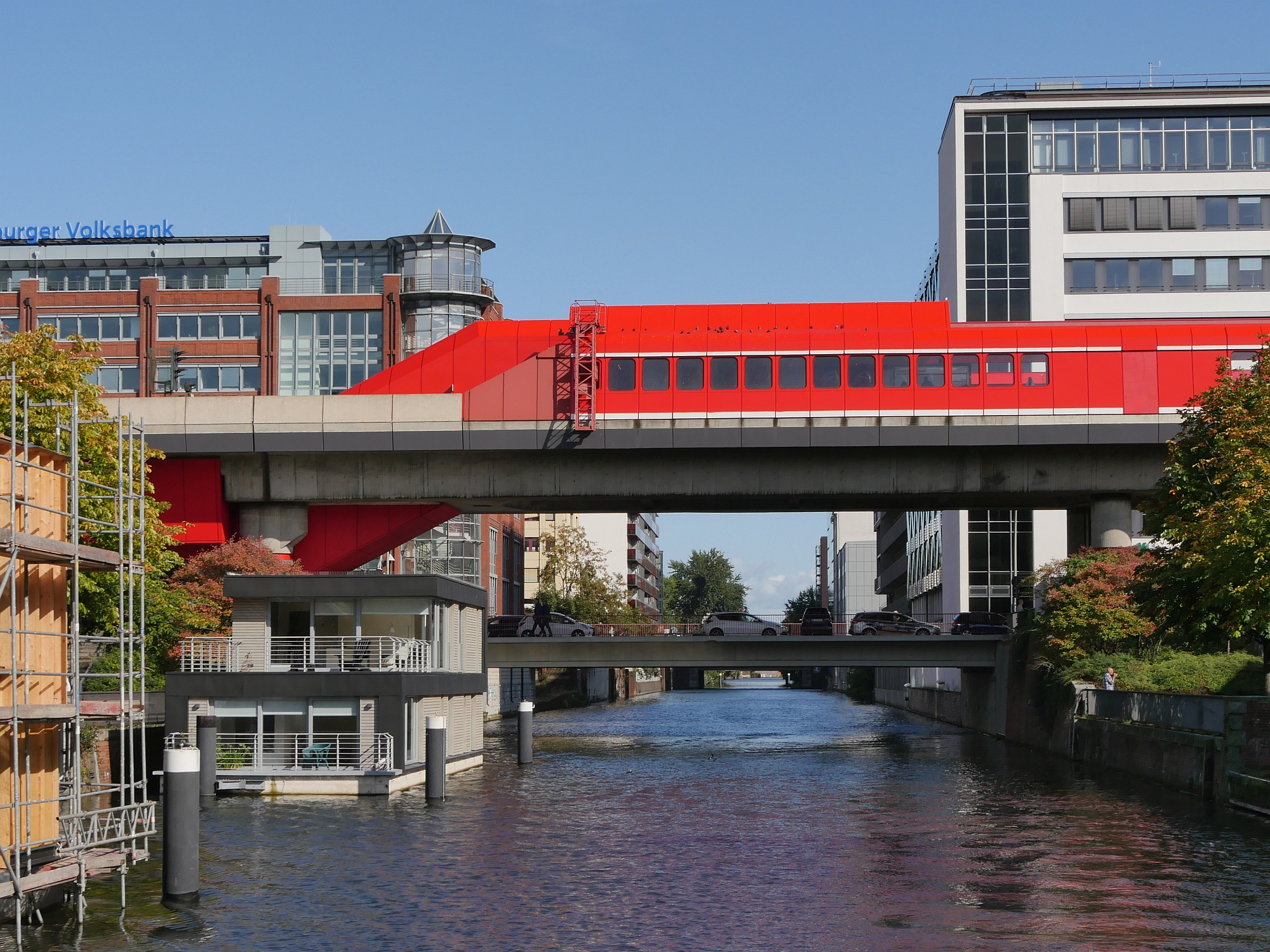
S-Bahnhof Hammerbrook über dem Kanal
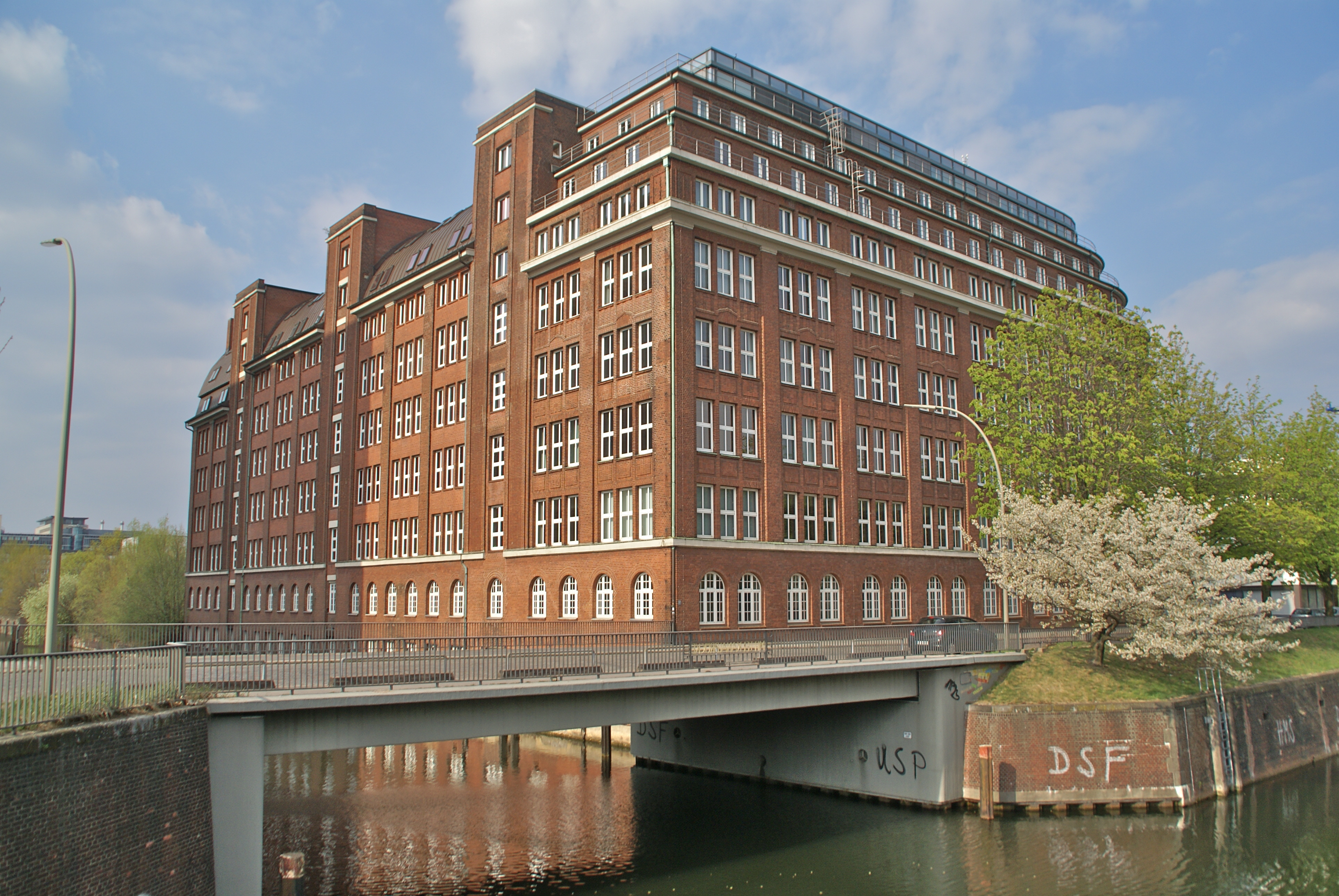
Der Sonninhof an der Einmündung des Sonninkanals in den Mittelkanal
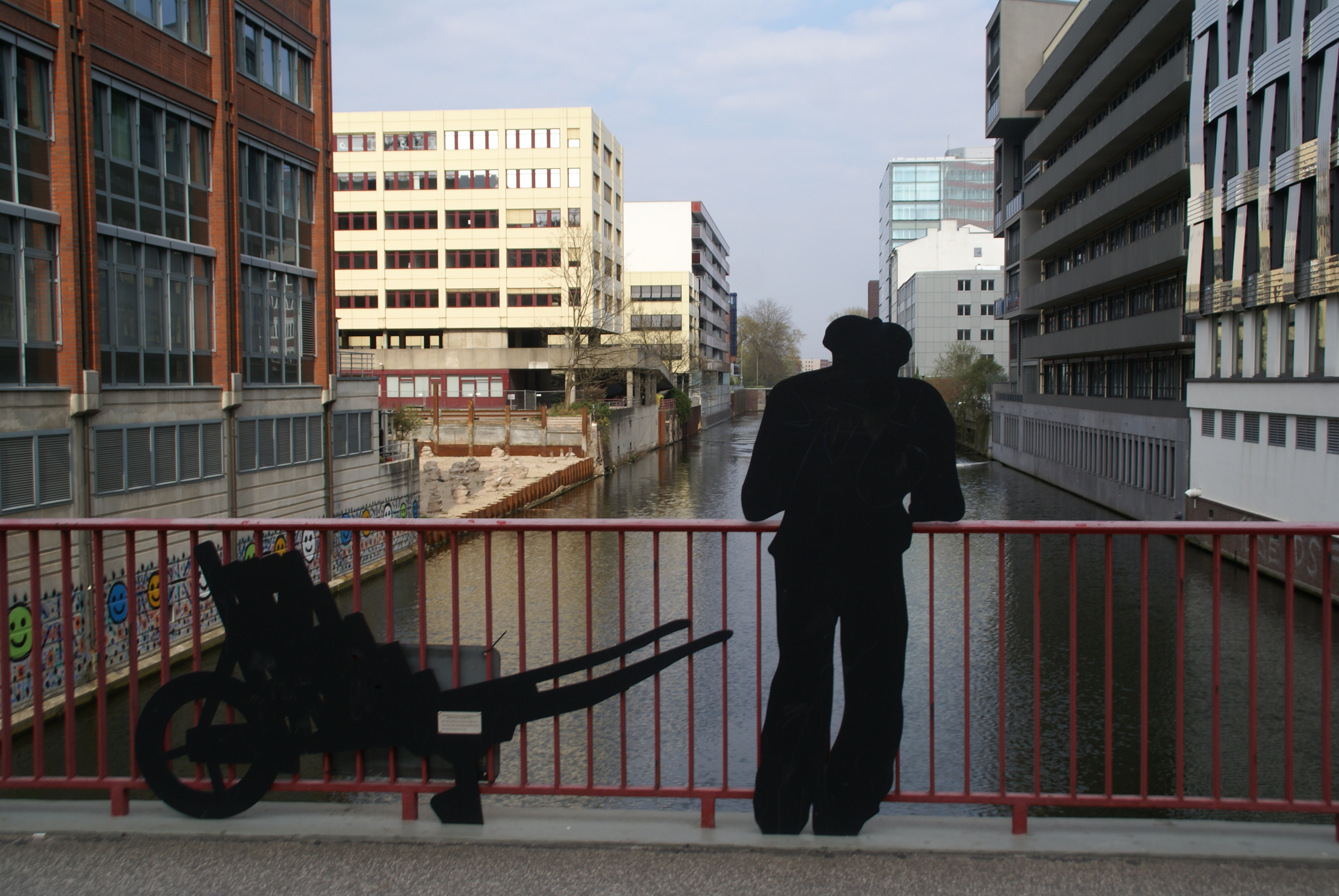
Eine Skulptur von Anja Kleinhans über dem Kanal erinnert an das ehemalige Arbeiterviertel Hammerbrook
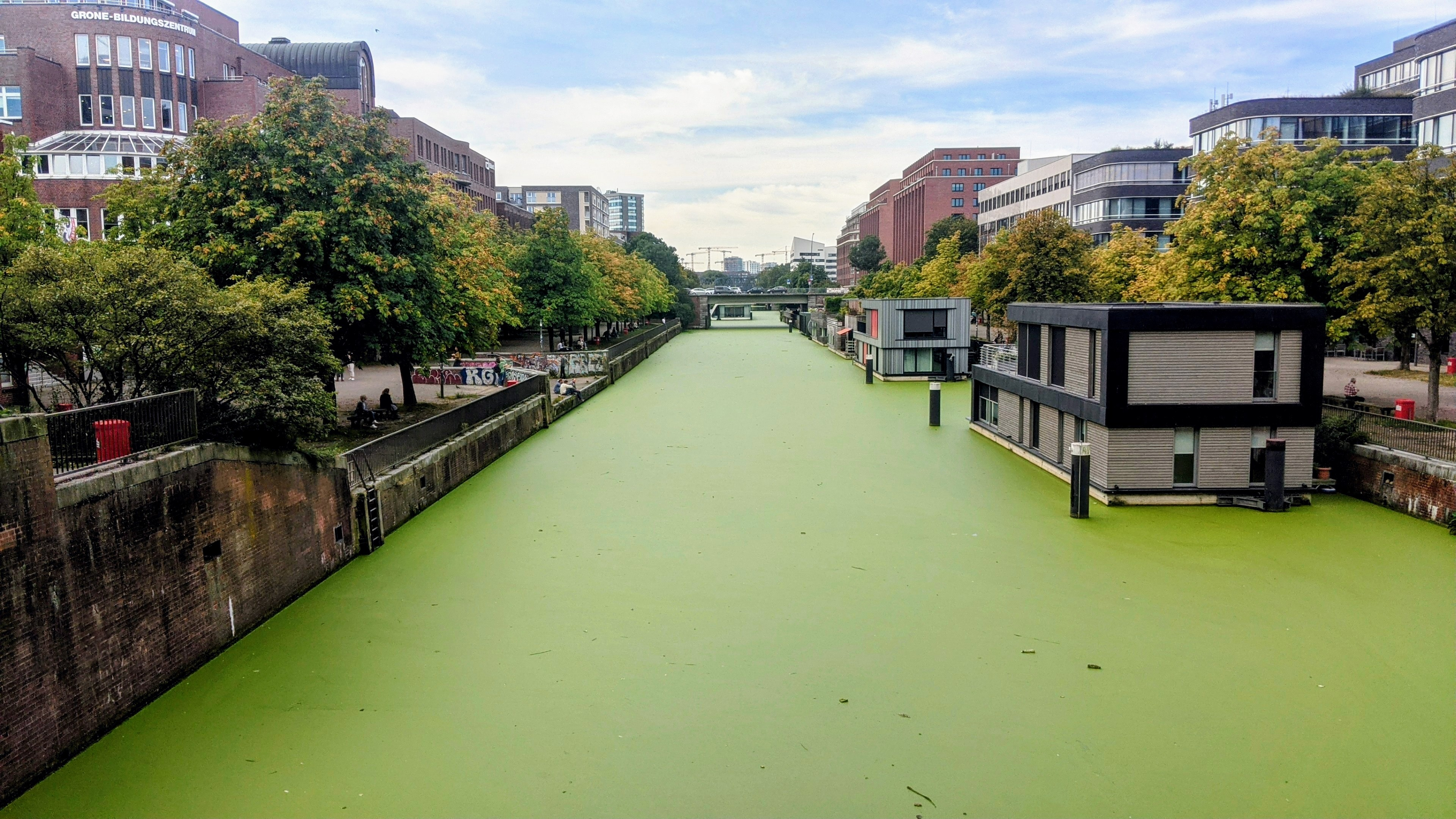
Mittelkanal mit „Entengrütze“